# 和田英

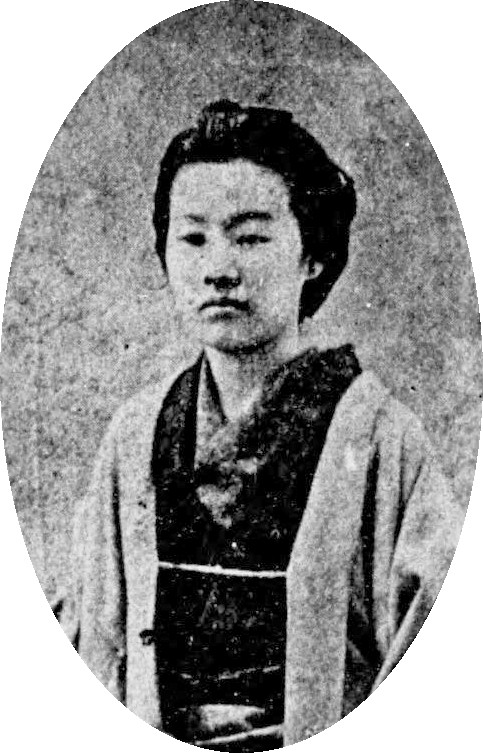
和田英

和田 英（わだ えい、安政4年8月21日〈1857年10月8日〉 - 昭和4年〈1929年〉9月26日）は、官営富岡製糸場の伝習工女。『富岡日記』を著した。旧姓は横田。

## 経歴

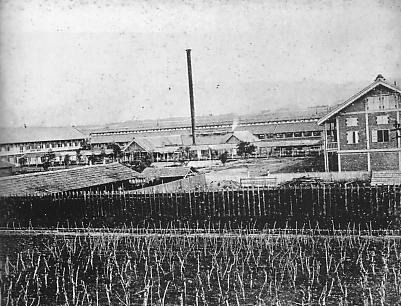
明治時代の富岡製糸場

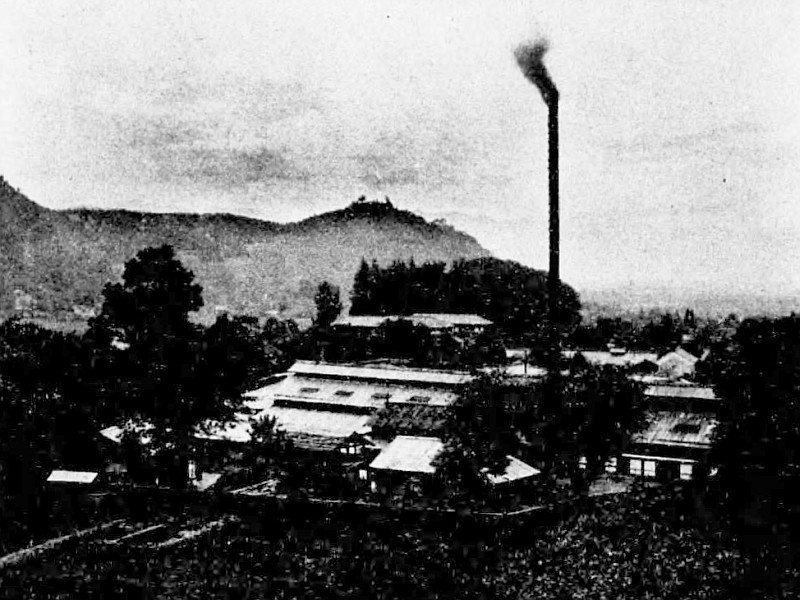
六工社

1857年 信濃国埴科郡松代（現・長野市松代町松代）に松代藩士横田数馬の次女として生まれる。
1873年 松代町から英を含む16人が富岡製糸場へ伝習工女として入場する。
1874年 富岡製糸場を退場し、長野県埴科郡西條村（現・長野市松代町西条）に建設された日本初の民営機械製糸場・六工社の創業に参画するとともに、その後も教授として指導的な役割を果たす。
1880年 旧松代藩士陸軍中尉和田盛治と結婚。
1905年 富岡製糸場での日々を回顧して『富岡日記』を著す。
墓所は、長野市松代町の蓮乗寺。

## 人物・逸話

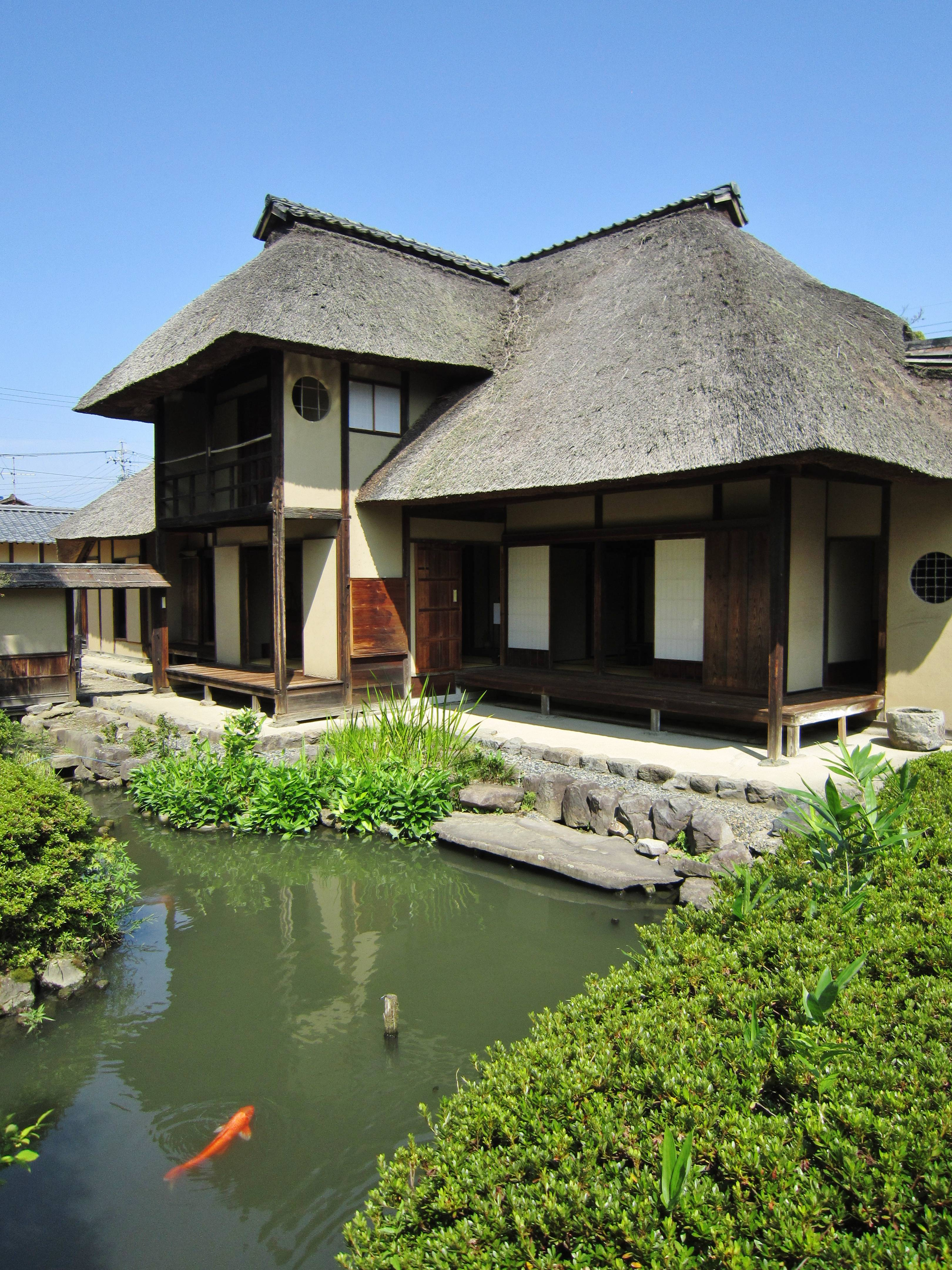
生家（旧横田家住宅）

- 英は17歳で故郷を離れ富岡に着任するが、工女募集責任者である父・横田数馬の影響をうけ、国益と家名のために自ら進んで工女となっている。
- 『富岡日記』の前半は伝習生として、後半は技術者としての記録であるが、どちらも国家的視点から展開されている。新版はちくま文庫（2014年6月）、ほかにみすず書房〈大人の本棚〉、中公文庫などで刊行された。
- 長野市松代町の生家は「旧横田家住宅」として国の重要文化財に指定され、保存、公開されている。
- 富岡製糸場の工女姿のキャラクター「おエイちゃん」（現：富岡市イメージキャラクター「お富ちゃん」）のモデルとなった。
- 2017年、英を主人公とした『紅い襷〜富岡製糸場物語〜』が公開された。英を演じるのは水島優、50年後の英を大空真弓が演じている。

## 家系・親族
- 母方祖父・横田甚吾左衛門（1874年没） ‐ 松代藩士。横田家の先祖は奥会津横田の住人山内大学と伝えられ、江戸時代には信州松代藩士として150石の禄を受けていた中級武士であった。長男の九郎左が松代と新潟港をつなぐ船運のため藩の支援を受けて信濃川開墾に乗り出したが中途で病死し、その際の私債により生活は困窮していた。甚吾左衛門は藩政に参与ののち松代県の理事を務めた。[2]
- 父・横田数馬（1880年没） ‐ 松代藩士・斎藤運平の二男。横田家の婿養子。同藩目付ののち松代県議事、長野警部、埴科郡長。
- 母・横田亀代子（1836-1910） ‐ 横田甚吾左衛門の二女。兄夭折のため婿を取り横田家を継ぐ[2]。『富岡日記』や『我母乃躾』に示されている亀代子の躾は、儒教精神に裏付けられた独自の教えであり、学習教材に広く使われている。
- 姉・寿子 ‐ 真田稔（いとこ）の妻。娘に真田志ん。娘・長の孫に高畠通敏。[2][3]
- 弟・横田秀雄 ‐ 大審院長。子に横田正俊
- 次弟・小松謙次郎 ‐ 鉄道大臣
- 次妹・艶子（1867年生） ‐ 海軍少将・細谷資氏の妻[2]。子に細谷資彦、細谷資芳。
- 三妹・小常（ことき、1870年生） ‐ 医師・笠原親文の妻。親文は産科の名医と言われた岩手県一関の笠原三安の長男で、東京外国語学校卒業後ドイツ語教師を経てドイツに留学、医学を修めて帰国し、福岡、秋田の公立病院長、栃木県立宇都宮病院外科部長を経て独立し、宇都宮共立病院を開業した。子に旅順医学専門学校教授・笠原親之助。[2][4][5][6]
- 三弟・横田俊夫(1873年生）‐朝鮮総督府判事、大邱地方法院長。東京帝国大学法科大学仏法科を卒業後、静岡・東京で裁判所判事ののち統監府判事、朝鮮總督府判事となり京城地方法院など経て大邱地方法院長を務めた。[7]
- 四妹・越路（1878年生）‐台湾警察・宮尾邦太郎の妻[2]
- 五妹・信夫（志能武、1880年生） ‐ 医師・間庭延俊の妻[2]
- 夫・和田盛治（1913年没） ‐ 旧松代藩士陸軍中尉。佐久間象山の甥。古河財閥に勤め、足尾銅山の工場長として田中正造と対決した。[2][3]
- 養嗣子・和田盛一(1884-1945) ‐ 工学士。馬場淳一郎の子。東京帝国大学工科大学採治科卒業後、足尾銅山技師となり久根鉱業所などを経て足尾鉱業所所長、のち東邦金属製錬重役。妻は細谷資氏の娘。[8][9]